# Latace
Latace, Rod lukovičastih geofita iz porodice zvanikovki, dio potporodice lukovki. Postoje dvije vrste iz Čilea (Atacama, Coquimbo) i Argentine uključene u podtribus Leucocoryninae.

## Vrste
1. Latace andina (Poepp.) Sassone
2. Latace serenense (Ravenna) Sassone

## Sinonimi
- Zoellnerallium Crosa